# Каролин Жибер дьо Ламе
Мари-Луиз Шарлот Габриел Жибер (на френски: Marie-Louise Charlotte Gabrielle Gibert), известна като Каролин Жибер дьо Ламе (Caroline Gibert de Lametz; * 18 юли 1793, Куломие, Първа френска република; † 23 ноември 1879, Монако), е принцеса на Монако като съпруга на принц Флорестан I.

## Произход
Родена във висшата класа на Шампан, тя е дъщеря на Шарл-Тома Жибер, адвокат, и Франсоаз-Анриет Льогра дьо Воберси (1766 – 1842), вдовица на Луи-Огюстан Муние дьо Мороа Има по-голям брат, роден като нея от втория брак на майка им, на име Анри-Адриен-Шарл-Пиер (1792 – 1880), който става полковник от 16-ти пехотен полк и офицер от Ордена на Почетния легион. Той умира без брак или потомство.

## Биография
Бъдещата принцеса прекарва детството си в замъка на Ламе, в който нейният втори баща (третият съпруг на майка ѝ от 1798 г.) Антоан Роайе (нар. Роайе дьо Ламе), училищен администратор на военната школа „Сен Сир“ при Империята, е закупил през 1803 г. Тя избира да се нарича Каролин и приема фамилията Жибер дьо Ламе.
През май 1814 г. Амели д'Омон, незаконна дъщеря на принцеса Луиза Мазарини д'Омон, следователно полусестра на принц Флорестан от Монако, се омъжва в Замъка на Ламе за Луи Пиер Мюние дьо Мороа (направен барон от Луи XVIII през 1817 г.), полубрат на Каролин Жибер дьо Ламе. По този повод Флорестан среща Каролин. Той е на 29 г., а тя – на 21 г. Тъмна, с донякъде силни черти, тя е интелигентна и добра млада жена. На 27 ноември 1816 г. двамата сключват брак. Той се празнува в тесен кръг, защото семейството на Монако се противопоставя на това. От този съюз се раждат две деца: принц Шарл III през 1818 г. и принцеса Флорестин през 1833 г.
През 1841 г. управляващият принц Оноре V от Монако (брат на Флорестан) умира без законно потомство. Така Флорестан се възкачва на трона като Флорестан I.
Тогава новата принцеса на Монако е съпруга на мъж, затънал в дългове и суверен на подобна държава. Добър мениджър, тя позволява на принца да възстанови финансите си благодарение на таланта си в икономиката. По-конкретно, Каролин поема и довежда до успешен край многобройните съдебни дела, които обременяват състоянието на нейната свекърва, принцеса Луиза. Освен това тя управлява княжеството с желязна ръка, защото съпругът ѝ, нерешителен и не много политически настроен, оставя всички държавни дела на нея. Така тя възстановява финансите на семейството, но тези на княжеството вървят към разруха. Благодарение на зестрата на нейната снаха, принцеса Антоанета дьо Мерод, тя има идеята да създаде казино в Монако. Късметът е незабавен и през многото следващи години хазартът е първият източник на доходи за княжеството. Синът на Каролин, принц Шарл III, наследява просперираща държава.
Каролин умира на 86 г., цели 23 години след съпруга си.

## Титли и названия
- Г-ца Мари-Луиз Шарлот Габриел Жибер (известна като Каролин Жибер дьо Ламе)
- Графиня Флорестан Грималди от Монако
- Нейно светейше височество принцесата на Монако (при смъртта на принц Оноре V)
- Нейно светейше височество вдовстващата принцеса ма Монако (след смъртта на нейния съпруг Флорестан I)